# Neodexiopsis flavipes
Neodexiopsis flavipes är en tvåvingeart som först beskrevs av Samuel Wendell Williston  1896.  Neodexiopsis flavipes ingår i släktet Neodexiopsis och familjen husflugor. Inga underarter finns listade i Catalogue of Life.